# Inwood – 207th Street (métro de New York)
Ne doit pas être confondu avec 207th Street (métro de New York).
Inwood – 207th Street est une station souterraine du métro de New York située dans le quartier de Inwood à l'extrême nord de Manhattan. Elle constitue le terminus de l'une des ramifications de l'IND Eighth Avenue Line (métros bleus), l'une des lignes (au sens de tronçons du réseau) principales qui est issue du réseau de l'ancien Independent Subway System (IND). La station est située à proximité du Isham Park.
Un seul service y circule 24/7 : la desserte A